# Peter Carington
Peter Carington, poznati i kao Lord Carrington (London, 6. lipnja 1919. – London, 9. srpnja 2018.) bio je britanski barun i konzervativni političar. Služio je kao Ministar obrane od 1970. do 1974. godine, ministar vanjskih poslova od 1979. do 1982. godine, predsjednik General Electric Company od 1983. do 1984., te glavni tajnik NATO-a od 1984. do 1988. godine. U prvoj vladi Margaret Thatcher odigrao je važnu ulogu u pregovorima u Lancaster Houseu koji je okončao rasni sukob u Rodeziji i omogućio stvaranje Zimbabvea. U Hrvatskoj javnosti je poznat po svojoj ulozi u vrijeme raspada SFRJ.
Carrington je bio ministar vanjskih poslova 1982. godine kada je Argentina napala Falklandske otoke. Preuzeo je punu odgovornost za propust u predviđanju te je dao ostavku. Kao glavni tajnik NATO-a, pomogao je u sprječavanju rata između Grčke i Turske tijekom Egejske krize 1987.

## Rani život
Prezime "Carrington" (s dva r) usvojeno je kraljevskom licencom iz 1839. od strane njegovog izravnog muškog pretka Roberta Carringtona, drugog baruna Carringtona, umjesto Smitha. Potonji otac, Robert Smith, zastupnik u Nottinghamu, učinjen je barunom Carringtonom 1796. (Peerage of Ireland) i 1797. (Peerage of Great Britain). Pravopis prezimena promijenjen je kraljevskom licencom u "Carington" (s jednim r) 1880. od strane sinova 2. baruna, ali se pravopis naslova nije promijenio.

## Poveznice
- Carrington-Cutileirov plan